# Lawangan Daya
Lawangan Daya is een bestuurslaag in het regentschap Pamekasan van de provincie Oost-Java, Indonesië. Lawangan Daya telt 6968 inwoners (volkstelling 2010).